# Gustavo Llull
Gustavo Llull (Puan, Provincia de Buenos Aires, Argentina - 20 de septiembre de 1969) es un músico argentino, pianista, compositor e intérprete residente en Barcelona, España, desde el año 2000.

## Trayectoria artística
Estudió piano, composición, dirección coral y pedagogía musical en la Universidad de La Plata (Argentina), donde acompaña a cantantes líricos y populares, formaciones corales y también ejerce como docente en dicha Universidad en la cátedra de Audioperceptiva. Pianista de amplio espectro. Destaca su actividad acompañando instrumentistas, cantantes líricos y modernos, y formaciones corales. También ha dirigido corales de niños, jóvenes y adultos.
En 2001 y durante dos años fue director de la Coral Maricel Sitges, también ha sido pianista y docente en Iniciación Sitges Musical en la escuela de Ballet de Lolita Vilalta, pianista acompañante de Eòlia (Centre d'Estudis de Veu i Interpretació), que dirigían Pili Capellades y Rosa Galindo y es pianista estable en la Escuela de Teatro Musical Eòlia de Barcelona desde el año 2000. En 2002 se hizo cargo de la dirección musical del musical teatral Poe, de Dagoll Dagom, con música de Oscar Roig. Interviene como pianista en la segunda y tercera edición de Operación Triunfo España y como profesor de repertorio musical. Ha sido pianista y director musical del grupo de tango Bien Frappé (2001-2005), presentando obras de Astor Piazzolla.
En 2002 entra a formar parte de la formación Quinteto Porteño del bandoneonista argentino Marcelo Mercadante, y que integran también Olvido Lanza (violín), Javier Feierstein (guitarra eléctrica) y Andrés Serafini (contrabajo). Graban los discos Esquina Buenos Aires y, más adelante, Con un taladro en el corazón de Marcelo Mercadante, también se presenta en formato Sexteto Porteño incorporando a Roger Blavia, formaciones que continúan su actividad artística conjunta en 2007.
En 2005 participa en la grabación del disco Desglaç (Discmedi-Taller de Músics, 2005) del cantaor Miguel Poveda, incluyendo los arreglos del tema Cançó del bes sense port basado en un poema de Maria Mercè Marçal. Participó como músico en la posterior gira (2005-2007) del disco y compuso la música del tema inédito Marina sobre un poema de Josep Piera, que fue interpretado en directo durante la misma gira.
En febrero y marzo de 2008, Gustavo Llull es el pianista de un espectáculo musical que llevaba por título Sondheim, Déus del teatre, somrieu y que estrenó el Teatro Gaudí de Barcelona, una antología musical de canciones de Stephen Sondheim interpretada por cinco cantantes en un espectáculo dirigido por Óscar Mas, quien además cantaba junto a Laura Mejía, Pilar Capellades, Miquel Cobos y Xavier Ribera-Vall, mientras Gustavo Llull les acompañó al piano en escena.
Entre junio y agosto de 2008 y en el mismo Teatro Gaudí de Barcelona, Llull fue el director musical del espectáculo en lengua catalana: Cançons per a un nou món ( Canciones para un nuevo mundo), la adaptación de un musical de pequeño formato del director Jason Robert Brown y que en este montaje llevó a escena la Compañía Bohèmia's.
En diciembre de 2012, Gustavo Llull al piano conforma el grupo Prisma junto a Olvido Lanza al violín y Philipp Unseld al bandoneón, el repertorio es una antología de obras de Astor Piazzolla.
En 2016 dirige musicalmente y acompaña al piano, por un lado, a la cantante Mone Teruel en el espectáculo Estic fent Sondheim! (Estoy haciendo Sondheim) sobre canciones del compositor americano Stephen Sondheim; y por otro a Mariona Castillo en su espectáculo Nine, les dones de Guido Contini (Las Mujeres de Guido Contini), basado en el musical Nine. 